# Советы доверия
Советы доверия (нем. Vertrauensräte) были созданы в нацистской Германии на предприятиях и в компаниях, в которых было занято более чем 20 сотрудников, после введения Закона о регулировании национального труда от 20 января 1934 года. Они служили в качестве единственного представительного органа работников перед “вождем предприятия” (т. е. предприниматель) (нем. Betriebsführer) для того, чтобы увеличить взаимное доверие внутри коллектива предприятия.
Советники избирались путём тайного голосования, но список кандидатов составлялся вождем предприятия и  смотрителем (нем. Betriebsobmann) от Германского трудового фронта. Советы не играли активную роль в трудовых отношениях, и служили лишь в качестве платформы для обсуждения условий труда, регулируемых “сводом правил предприятия” (нем. Betriebsordnung).
В 1934 году только 2 процента предприятий и компаний были обязаны создать совет доверия, но это затронуло 46,2 процента работников.